# Shin'ichi Fujimura
Shin'ichi Fujimura (藤村新一, Fujimura Shin'ichi; 1950) è un archeologo giapponese che, per anni, fabbricò finti manufatti archeologici, passati per importanti scoperte, prima di venire scoperto nel 2000.

## Biografia
Nel 1972 Fujimura iniziò lo studio dell'archeologia e s'interessò ai manufatti preistorici. In quel periodo lavorava in una compagnia manifatturiera. Consolidò la sua reputazione di primo archeologo amatoriale in Giappone compiendo una scoperta di primaria importanza nel 1981: una falda datata 40.000 anni; così iniziò realmente la sua carriera.
Nel corso degli anni lavorò in 180 scavi archeologici in tutto il Giappone e sembrava che trovasse sempre qualcosa d'importante o incredibilmente antico. Più di un superstizioso avrebbe parlato delle sue "mani divine". Il suo lavoro divenne la base di numerosi manuali e ricerche di altri archeologi. La sua reputazione mantenne i potenziali critici in silenzio. Ottenne la posizione di vice direttore nell'Istituto Paleolitico di Tohoku.
Il 23 ottobre del 2000 Fujimura e la sua squadra annunciarono un'importante scoperta nel sito di Kamitakamori, vicino alla città di Tsukidate, nella prefettura di Miyagi. La datazione corrispondeva a 570.000 anni fa.
Comunque, il 5 novembre, il quotidiano Mainichi Shinbun pubblicò foto di Fujimura intento a scavare buche e seppellire artefatti che la sua squadra avrebbe più tardi trovato. Le foto vennero scattate un giorno prima dell'annuncio del ritrovamento.
Fijimura confessò lo stesso giorno in una conferenza stampa. Disse che voleva essere conosciuto come la persona che aveva trovato il più antico gres in Giappone. Aveva interrato gli artefatti della sua collezione in falde che avrebbero indicato date più antiche. A Kamitamakori aveva interrato 61 dei 65 artefatti ritrovati e precedentemente tutti i lavori in pietra del sito di Soshin Fudozaka nei pressi di Hokkaidō. Affermò che queste furono le uniche volte in cui aveva interrato degli artefatti. Venne immediatamente rimosso dalla posizione che occupava nell'Istituto di Tohoku.
Immediatamente tutto il lavoro di Fujimura divenne sospetto, così come le ricerche di molti altri archeologi in Giappone e altrove basate sui suoi ritrovamenti.
Il professor Mitsuo Kagawa dell'Università di Beppu s'impiccò. Gli editori di manuali di archeologia dovettero cambiare ogni cosa. Venne provato in seguito che la maggior parte degli altri ritrovamenti di Fujimura erano dei falsi.
| Controllo di autorità | VIAF (EN) 29475664 · ISNI (EN) 0000 0000 5285 6979 · LCCN (EN) nr2003008732 |